# 多重派遣
多重派遣（たじゅうはけん）とは、派遣労働者が派遣先からさらに別の企業等に派遣されることを指す。また、派遣元と派遣先の間に人材紹介業者が複数介在して紹介料などを搾取するケースも含まれる。
これらの行為は中間企業による労働搾取につながることや、派遣元・派遣先の企業と労働者に対する責任の所在が不明瞭にもなるため職業安定法第44条、労働基準法第6条（中間搾取の禁止）で禁止されており、刑事罪が定められている。
なお、派遣労働者が派遣先からさらに別な企業等で業務委託の作業をすること自体は多重派遣に当たらないが、業務委託元の社員から業務命令等を受けた場合は多重派遣とみなされる可能性がある。
契約社員、個人事業主（業務請負、業務委託、委任、共同受注）と称する労働者でも実態が派遣契約の場合で派遣元と派遣先に仲介する会社がある場合も多重派遣にあたる。

## 多重派遣の事例

### グッドウィル、東和リース
グッドウィル藤沢支店から派遣された27歳の男性が、作業中に重傷を負う労災事故がおきたことによって二重派遣が発覚した。事件発覚後、課長、支店長3名、派遣先常務1名が逮捕となり、グッドウィルは廃業した。

### DNPファインエレクトロニクス、DNPミクロテクニカ、日本ユニ･デバイス
大日本印刷 (DNP) の子会社DNPファインエレクトロニクスで働いていた46歳の男性が、さいたま地検に刑事告訴をした事件。
男性は2005年に日本ユニ･デバイスに雇用され、2009年1月末までDNPファインエレクトロニクスの工場で働いていた。形式上は業務請負だったが、男性はDNPファインエレクトロニクス社員や日本ユニ・デバイス社員らが入り交じる班に配属され、指示などはDNPファインエレクトロニクス社員から受ける偽装請負の状態にあり、DNPファインエレクトロニクスと日本ユニ・デバイスの間にDNPミクロテクニカが入る二重の偽装請負だと訴えた。
埼玉労働局は2009年6月、3社間の契約が適正な請負契約ではなかったと認定し、3社に指導票を交付。春日部労働基準監督署は男性からの告訴を受けて11月、DNPミクロテクニカ社長を労働基準法6条（中間搾取の禁止）違反容疑で送検した。
2010年12月8日、株式会社DNPファインエレクトロニクスと株式会社DNPミクロテクニカ、日本ユニ・デバイス株式会社の3社と各3社の代表者及び業務担当者を、11月30日に職業安定法44条違反でさいたま地方検察庁に刑事告訴したことを、埼玉弁護士会館にて記者会見で発表。1月19日、さいたま地検は刑事告訴を受理した。

## 被害者の対応策
多重派遣の契約をしてしまった場合は、処遇に応じて検察庁直告班、警察本部に刑事告訴することが肝要である。告訴・告発事由については職業安定法第44条の労働者供給事業の禁止規定の違反または労基法第6条違反（中間搾取違反）となる。しかし職安法44条違反の犯罪構成要件には中間搾取が必要となるため、職安法に先行して労基法第6条違反の告訴・告発を労働基準監督署にした事例が存在する。
職安法44条違反と労基法6条違反で２つ同時に有罪となった場合は、労働者供給事業違反罪は中間搾取違反罪よりも刑として重いため、検察が起訴される段階で優先されることになる。
被告訴人（加害者）より告訴の取り下げ要請があった場合は、裁判外での和解をすることも可能である。

## 罰則
職業安定法第44条の労働者供給事業の禁止規定違反
罰則の適用には被害者による刑事告訴・告発か関係諸局・内部関係者による刑事告発が必要となる。犯罪構成要件となる強制労働、中間搾取の立証も必要となるが、違法派遣・多重派遣では中間搾取が必然的に認められるため、労働基準法第6条違反の告訴・告発を同時または先行して行った大日本印刷子会社にたいする多重偽装請負事件（刑事）などの事例がある。
- 職業安定法第5章第64条、1年以下の懲役または100万円以下の罰金

処罰は派遣元、派遣先の両者（被告訴人）に科される。会社の代表者、人事責任者、採用担当者などが罰則の対象となる。
告訴取り下げに金銭的補償を伴う裁判外の私法上の和解も可能である。告訴人から金銭を要求することは恐喝とみなされる危険性があるので、被告訴人から働きかけがない限り金銭による和解は現実的ではない。
労働基準法第1章第6条違反（中間搾取の禁止）
中間搾取とは法的にはピンはねをさす。従って事前面接による違法派遣、または指揮命令による偽装請負は、派遣元による中間搾取となり、派遣先はその行為を幇助したことになる。尚、2重派遣や2重偽装請負であれば、2重の中間搾取に該当する。
罰則の適用には労働者による刑事告訴か関係諸局・内部関係者による刑事告発が必要となる。
- 労働基準法第13章第118条、1年以下の懲役又は50万円以下の罰金

両罰規定（労働基準法第121条）
労働基準法第1章第6条違反については両罰規定が設けられている。労働基準法第121条には
- この法律の違反行為をした者が、当該事業の労働者に関する事項について、事業主のために行為した代理人、使用人その他の従業者である場合においては、事業主に対しても各本条の罰金刑を科する。

とあり、事業主（中間搾取行為をした事業者の経営担当者、労働者に関する事項について事業主の為に行為をするすべての者）と事業主の代理人についても処罰が科される。被害を受けた労働者は、派遣先（ユーザー、元請会社、中間会社）、派遣元会社の責任者などに対して刑事告訴を行える。